# طعن
الطعن هو إحداث جرح في جسم ما من مسافة قريبة جدًا، وباستخدام أداة حادة مثل سكين، ولا يستخدم عادةً في الاغتيال أو القتل على الرغم من أنه يؤدي إلى الموت أحيانًا.

## الانتشار
وقعت حوالي 8 ملايين حادثة طعن في جميع أنحاء العالم في عام 2013.
في الولايات المتحدة في عام 2020، كانت 9% من جرائم القتل البالغ عددها 22429 جريمة قتل استخدمت فيها أدوات حادة؛ ومن بين هؤلاء، استخدمت نسبةً أكبر من الإناث أداة حادة (13%) مقابل الذكور (8.2%).

## التاريخ
اغتيال القائد الروماني يوليوس قيصر في عملية طعن جماعية على يد حاشيته وأهمهم صديقه السياسي بروتس.

## الآلية
يكون الطعن بإحداث فجوة أو جرح في جسد الضحية عن طريق التلويح بالأداة الحادة وتوجيهها على الضحية، وقد تكون الضربة قاتلة إذا أصابت عضوا حيويًا في الجسم.